# Райн Дремрид
Райн Дремрид (валл. Rhain Dremrudd;) — король Брихейниога в VI веке. Его прозвище означает либо «Краснолицый», либо «Красноглазый».

## Биография
Райн был сыном Кинога, старшего сына короля Брихейниога Брихана или же сыном Брихана. Наследовал Брихану, после смерти того. Райн одержал победы над соседними королевствами Биэллт и Гвертринион, и сделал их правителей своими вассалами.
Он, возможно, один и тот же человек, что и Райн, правитель Рейнуга, отец Гвенаседы, матери святого Асафа (умер в 596 году), согласно «Генеалогии святых». Его по-разному называют: Риейн из Рейнуга, Райн из Рейнуга, Райн Щедрый, Райн Щедрый из Рейнуга, Уэйн Дремрид, Риейн Дремрид, Рейн Щедрый из Ривониока.
Он упоминается в документах как Райн сын Брихана, который стал править после своего отца. В сборнике генеалогий, хранящемся в библиотеке Колледжа Иисуса, он — сын Брихана и отец Ригенеу. Упоминание о его существовании в «Манау» — это ошибка, вытекающая из краткого изложения истории об Киноне ап Брихане. Согласно «Жизни Святого Кадока», Райн вторгся в Гвинллуг, когда там правил Кадок Мудрый. Люди Гвинллуга поднялись против него, победили его и захватили, боясь убить его, поскольку он был дядей Кадока, их хозяина. Кадок пришел и спас Райна из плена, и Райн договорился с ним, свидетели которого приведены в § 70 «Жития». Льюис ап Эдвард упоминал семь кантревов принадлежащие Райну, сына Брихана, а именно три кантрева из Брекона и три кантрева между реками Уай и Северн (Гвертренион, Элвайл и Майлиэнит и кантрев в Биэллте.
Говорят, что он был похоронен в Лландифэлог или Лланфэлог. Есть три места под названием Лландифэлог, два в Брихейниоге и один рядом с Кидвелли, что в Истрад-Тиви. Райн был похоронен в Лландивелог-Фахе. Некоторые почитали его как святого.